# (10452) Zuev
(10452) Zuev est un astéroïde de la ceinture principale.

## Description
(10452) Zuev est un astéroïde de la ceinture principale. Il fut découvert le 25 septembre 1976 à Naoutchnyï par Nikolaï Tchernykh. Il présente une orbite caractérisée par un demi-grand axe de 2,26 UA, une excentricité de 0,21 et une inclinaison de 5,4° par rapport à l'écliptique.

## Compléments